# Andrej Očenáš
Andrej Očenáš (født 8. januar 1911 i Selce, død 8. april 1995 i Bratislava, Slovakiet) var en slovakisk komponist, lærer, dirigent og rektor.
Očenáš studerede komposition og direktion på Musik- og Teaterakademiet i Bratislava hos bl.a. Alexander Moyzes. Očenáš fortsatte sine studier på Musikkonservatoriet i Prag hos Vítězslav Novák. Očenáš har skrevet en symfoni, orkesterværker, kammermusik, operaer, balletmusik, korværker etc. Han underviste i komposition og blev senere rektor på Musikkonservatoriet i Bratislava.

## Udvalgte værker
- Symfoni nr. 1 "Om jorden og Manden" (1970) - for kor og orkester
- Sinfonietta (1966) - for orkester